# Grammy Award de la meilleure chanson rock
Le Grammy Award de la meilleure chanson rock (Grammy Award for Best Rock Song) est une récompense des Grammy Awards créée en 1992 afin de distinguer une chanson de qualité dans le genre de la musique rock.
Ce prix récompense en premier lieu les auteurs et les compositeurs de la chanson.

## Histoire
La récompense n'a pas changé de nom depuis sa création.
Bruce Springsteen est l'artiste le plus souvent récompensé avec quatre trophées.

## Lauréats
Liste des lauréats depuis 1992,.

### Années 1990
- 1992 : Sting pour The Soul Cages (interprétée par Sting)

- 1993 : Eric Clapton et Jim Gordon pour Layla (interprétée par Eric Clapton)

- 1994 : Dave Pirner pour Runaway Train (interprétée par Soul Asylum)

- 1995 :  Bruce Springsteen pour Streets of Philadelphia (interprétée par Bruce Springsteen)

- 1996 : Alanis Morissette et  Glen Ballard pour You Oughta Know (interprétée par Alanis Morissette)

- 1997 : Tracy Chapman pour Give Me One Reason (interprétée par Tracy Chapman)

- 1998 : Jakob Dylan pour One Headlight (interprétée par The Wallflowers)

- 1999 : Alanis Morissette pour Uninvited (interprétée par Alanis Morissette)

### Années 2000
- 2000 : Flea, John Frusciante, Anthony Kiedis et Chad Smith pour Scar Tissue (interprétée par Red Hot Chili Peppers)

- 2001 : Scott Stapp et Mark Tremonti pour With Arms Wide Open (interprétée par Creed)

- 2002 : Charlie Colin, Rob Hotchkiss, Patrick Monahan, Jimmy Stafford et Scott Underwood pour Drops of Jupiter (Tell Me) (interprétée par Train)

- 2003 : Bruce Springsteen pour The Rising (interprétée par Bruce Springsteen)

- 2004 : Jack White pour Seven Nation Army (interprétée par The White Stripes)

- 2005 : Bono, Adam Clayton, The Edge et Larry Mullen Jr. pour Vertigo (interprétée par U2)

- 2006 : Bono, Adam Clayton, The Edge et Larry Mullen Jr. pour City of Blinding Lights (interprétée par U2)

- 2007 : Flea, John Frusciante, Anthony Kiedis et Chad Smith pour Dani California (interprétée par Red Hot Chili Peppers)

- 2008 : Bruce Springsteen pour Radio Nowhere (interprétée par Bruce Springsteen)

- 2009 : Bruce Springsteen pour Girls in Their Summer Clothes (interprétée par Bruce Springsteen)

### Années 2010
- 2010 : Caleb Followill, Jared Followill, Matthew Followill et Nathan Followill pour Use Somebody (interprétée par Kings of Leon)

- 2011 : Neil Young pour Angry World (interprétée par Neil Young)

- 2012 : Dave Grohl, Taylor Hawkins, Nate Mendel, Chris Shiflett et Pat Smear pour Walk (interprétée par Foo Fighters)

- 2013 : Dan Auerbach, Brian Burton et Patrick Carney pour Lonely Boy (interprétée par The Black Keys)

- 2014 : Paul McCartney, Dave Grohl, Krist Novoselic et Pat Smear pour Cut Me Some Slack (interprétée par Paul McCartney, Dave Grohl, Krist Novoselic et Pat Smear)

- 2015 : Hayley Williams et Taylor York pour Ain't It Fun (interprétée par Paramore)

- 2016 : Zac Cockrell, Heath Fogg, Brittany Howard et Steve Johnson pour Don't Wanna Fight (interprétée par Alabama Shakes)

- 2017 : David Bowie pour Blackstar (interprétée par David Bowie)

- 2018 : Dave Grohl, Taylor Hawkins, Rami Jaffee, Nate Mendel, Chris Shiflett et Pat Smear pour Run (interprétée par Foo Fighters)

- 2019 : Jack Antonoff et Annie Clark pour Masseduction (interprétée par St. Vincent)

### Années 2020
- 2020 : Gary Clark, Jr. pour This Land (interprétée par Gary Clark, Jr.)
- 2021 : Brittany Howard pour Stay High (interprétée par Brittany Howard)
- 2022 :  Dave Grohl, Taylor Hawkins, Rami Jaffee, Nate Mendel, Chris Shiflett et Pat Smear pour Waiting on a War (interprétée par Foo Fighters)
- 2023 : Brandi Carlile, Phil Hanseroth et Tim Hanseroth pour Broken Horses (interprétée par Brandi Carlile)
- 2024 : Boygenius pour Not Strong Enough (interprétée par Boygenius)
- 2025 : St. Vincent pour Broken Man (interprétée par St. Vincent)